# James K. McLaughlin

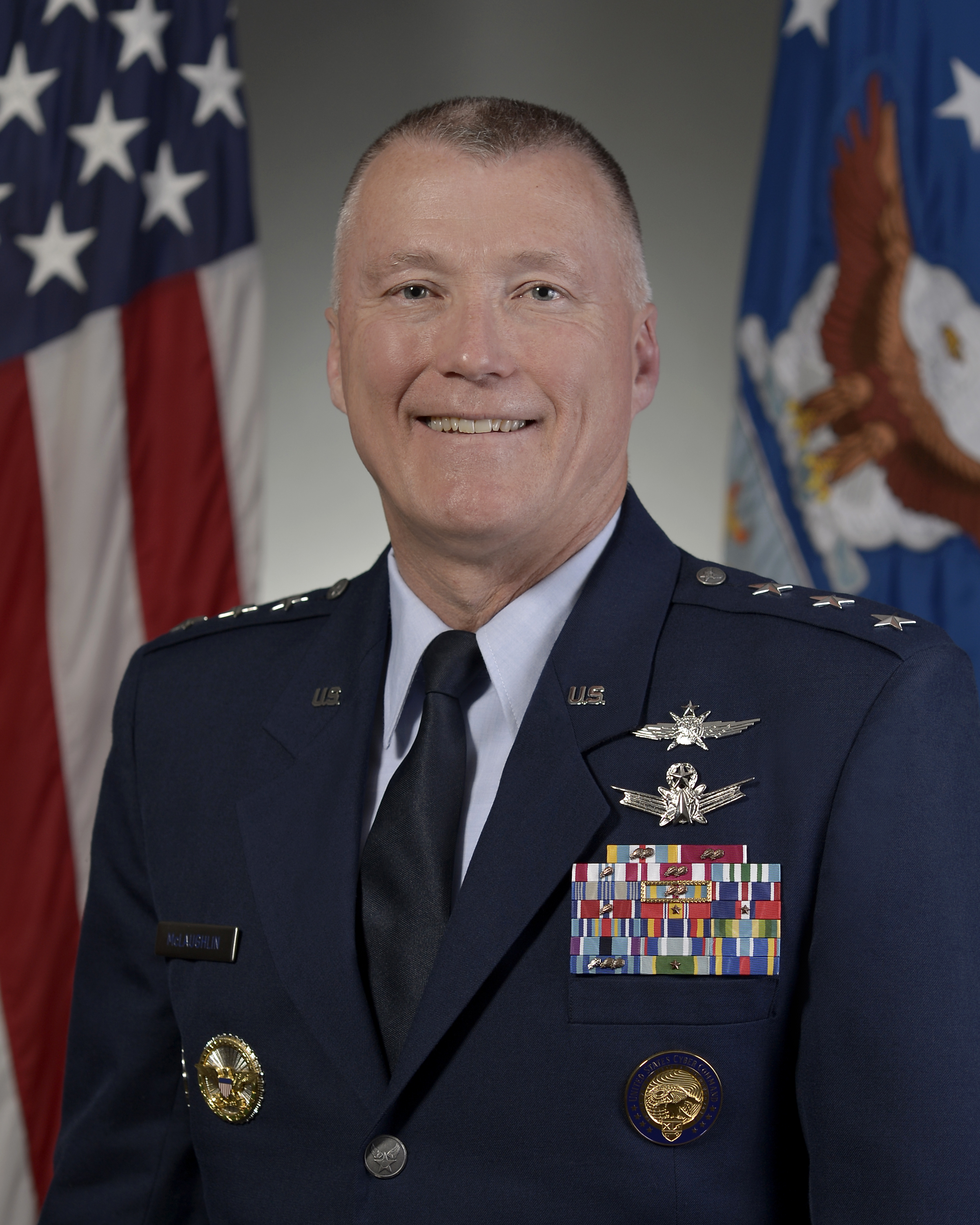
J James K. Mclaughlin (2014)

James K. McLaughlin (* um 1961) ist ein pensionierter Generalleutnant der United States Air Force. Er war unter anderem Kommandeur der 24. Luftflotte (Twenty Fourth Air Force).
Im Jahr 1983 absolvierte er die United States Air Force Academy in Colorado Springs. Nach seiner Graduation wurde er als Leutnant in das Offizierskorps der Air Force aufgenommen. In der Folge durchlief er alle Offiziersgrade vom Leutnant bis zum Drei-Sterne-General.
Im Lauf seiner militärischen Karriere absolvierte er verschiedene Kurse und Schulungen. Dazu gehörten unter anderem die Squadron Officer School auf der Maxwell Air Force Base in Alabama; das United States Army War College in Carlisle in Pennsylvania; das Air War College über einen Fernkurs; das Armed Forces Staff College in Norfolk in Virginia und das Leadership Enhancement Program in Greensboro in North Carolina. Später folgten noch der Joint Force Air Component Commander Course und der Cyber Operations Executive Course, die beide an der Air University gegeben wurden; sowie das Political-Economic Conflict Seminar in Washington, D.C. und der Joint Flag Officer Warfighting Course auf der Maxwell AFB. Außerdem erhielt er akademische Grade von der Webster University, der University of North Carolina at Chapel Hill und der Harvard Kennedy School.
In seinen frühen Jahren als Offizier der Luftwaffe war er an verschiedenen Stützpunkten in den Vereinigten Staaten stationiert. Dabei war er im Technologischen Computerbereich (Cyber Space), im Satellitenwesen und in Weltraumaktivitäten (Space) bei unterschiedlichen Einheiten tätig. Dazwischen absolvierte er die erwähnten Schulungen. Zwischen März 1998 und Juni 2000 kommandierte er als Oberstleutnant auf der Schriever Air Force Base in Colorado die 2. Raumschwadron (2nd Space Operations Squadron).
Nach zwischenzeitlich anderen Verwendungen gehörte er zwischen Juni 2002 und Juni 2004 in unterschiedlichen Funktionen dem Stab des Verteidigungsministeriums an. Anschließend kehrte er auf die Schriever AFB zurück, wo er zwischen Juni 2004 und Juni 2006 die 50th Operations Group kommandierte. Diese Zeit war allerdings zwischen Oktober 2005 und Februar 2006 durch eine Versetzung in den Nahen Osten unterbrochen. Dort gehörte er als Director of Space dem Stab der U.S. Central Command Air Forces an.
Es folgte eine Versetzung zur Buckley Air Force Base in Colorado. Zwischen Juni und September 2006 war er dort stellvertretender Kommandeur des 460. Raumgeschwaders (460th Space Wing). Anschließend kommandierte er bis zum April 2008 auf der Kirtland Air Force Base in New Mexico ein als Space Development and Test Wing bezeichnetes Erprobungsgeschwader. Seit Mai 2007 war er dort gleichzeitig Leiter (Director) des als Joint Operationally Responsive Space Office bezeichneten streitkräfteüberschreitenden Kommandos.
McLaughlins nächste Mission führte ihn zur Nellis Air Force Base in Nevada. Zwischen April 2008 und Juli 2010 war er dort stellvertretender Kommandeur des U.S. Air Force Warfare Centers. Daran schloss sich eine Versetzung zur Offutt Air Force Base in Nebraska zum Stab des United States Strategic Commands an, dem er zwischen Juli 2010 und Februar 2012 als Deputy Director, Global Operations (DJ3) angehörte. Anschließend leitete er bis zum Juni 2013 die Stabsabteilung für Raumoperationen im Hauptquartier der Air Force (Director, Space Operations, Headquarters U.S. Air Force). Am 30. Juni 2013 übernahm er auf der Lackland Air Force Base in Texas als Nachfolger von Suzanne M. Vautrinot das Kommando über die 24. Luftflotte. Dieses Amt bekleidete er bis zum 31. Juli 2014, als B. Edwin Wilson seine Nachfolge antrat.
McLaughlins letzter militärischer Auftrag führte ihn zum Fort Meade in Maryland. Dort erhielt er den Posten des stellvertretenden Kommandeurs des United States Cyber Commands. Dieses Amt bekleidete er bis zu seiner Pensionierung im September 2017.
Im Jahr 2017 gründete McLauglin die Beraterfirma McClaughlin Global und im Jahr 2019 wurde er Mitglied im Civil Air Patrol’s Board of Governors (BoG).

## Daten der Beförderungen
| Abzeichen | Rang               | Jahr              |
| --------- | ------------------ | ----------------- |
|           | Second Lieutenant  | 1. Juni 1983      |
|           | First Lieutenant   | 1. Juni 1985      |
|           | Captain            | 1. Juni 1987      |
|           | Major              | 1. März 1994      |
|           | Lieutenant Colonel | 1. September 1998 |
|           | Colonel            | 1. Juli 2003      |
|           | Brigadier General  | 9. Dezember 2008  |
|           | Major General      | 3. Juli 2012      |
|           | Lieutenant General | 4. August 2014    |

## Orden und Auszeichnungen
James Mclaughlin erhielt im Lauf seiner militärischen Laufbahn unter anderem folgende Auszeichnungen:
- Defense Superior Service Medal
- Legion of Merit
- Defense Meritorious Service Medal
- Meritorious Service Medal
- Joint Service Commendation Medal
- Air Force Achievement Medal
- Humanitarian Service Medal